# Usia vagans
Usia vagans is een vliegensoort uit de familie van de wolzwevers (Bombyliidae). De wetenschappelijke naam van de soort is voor het eerst geldig gepubliceerd in 1906 door Becker.

## Voorkomen
De soort komt voor in Tunesië.